# نداء الرعي
نداء الرعي أو كولنينغ (بالإنجليزية: Kulning) هو شكل موسيقي اسكندنافي محلي، غالبًا ما يستخدمه المزارعون أو الناس لاستدعاء الماشية (الأبقار والماعز، وما إلى ذلك) من المراعي الجبلية العالية حيث كانوا يرعون خلال النهار. من الممكن أن يعمل الصوت أيضًا على تخويف الحيوانات المفترسة (الذئاب والدببة وما إلى ذلك)، ولكن هذا ليس الغرض الرئيسي من هذا النداء.
غالبًا ما تستخدم النساء هذا النداء، حيث ترعى النساء في المراعي الجبلية العالية، ولكن أيضًا يغني الرجال هذه النداءات أيضًا. ومع ذلك، فإن المعرفة به اليوم تنبع من مناطق قريبة من منتصف فنوسكانديا.
تحتوي الأغنية على تقنية صوتية عالية، مثل نداء صاخب باستخدام نغمات الرأس، بحيث يمكن سماعها أو استخدامها للتواصل عبر مسافات طويلة. له نغمة رائعة ومخيفة، غالبًا ما تنقل شعورًا بالحزن ، ويرجع ذلك في جزء كبير منه إلى أن نداء الرعي غالبًا ما يحتوي على نصف نغمات نموذجية وربع نغمات (تعرف أيضًا باسم "النغمات الزرقاء") الموجودة في موسيقى المنطقة.